# Комсомольська (Ішимський район)
Комсомо́льська (рос. Комсомольская) — присілок у складі Ішимського району Тюменської області, Росія.
Населення — 47 осіб (2010, 71 у 2002).
Національний склад станом на 2002 рік:
- росіяни — 62 %